# Талашко, Андрей Михайлович
Андрей Михайлович Талашко (род. 31 мая 1982, Городея, Минская область) — белорусский легкоатлет, выступающий в спортивной ходьбе. Мастер спорта международного класса.

## Биография
Родился в посёлке Городея Минской области Белоруссии. Заниматься лёгкой атлетикой начал в МО СДЮШОР «Урожай» у тренера Б. В. Кудина.
Выступает за Спортивный клуб Вооружённых сил Республики Беларусь, тренер — заслуженный мастер спорта Евгений Мисюля.

## Достижения
- Бронзовая медаль Чемпионата Европы среди молодёжи 2003 года[1].
- Участник Олимпийских игр-2004 (35-е место на 20 км)
- Кубок Европы 2005 года — 10-е место.
- Чемпион Белоруссии 2006 и 2009 года (20 км)[2].
- Обладатель Кубка РБ 2011 года (20 км)[3].

Личный рекорд в спортивной ходьбе на 20 км — 1:19:12 (2006).